# Robot roulage

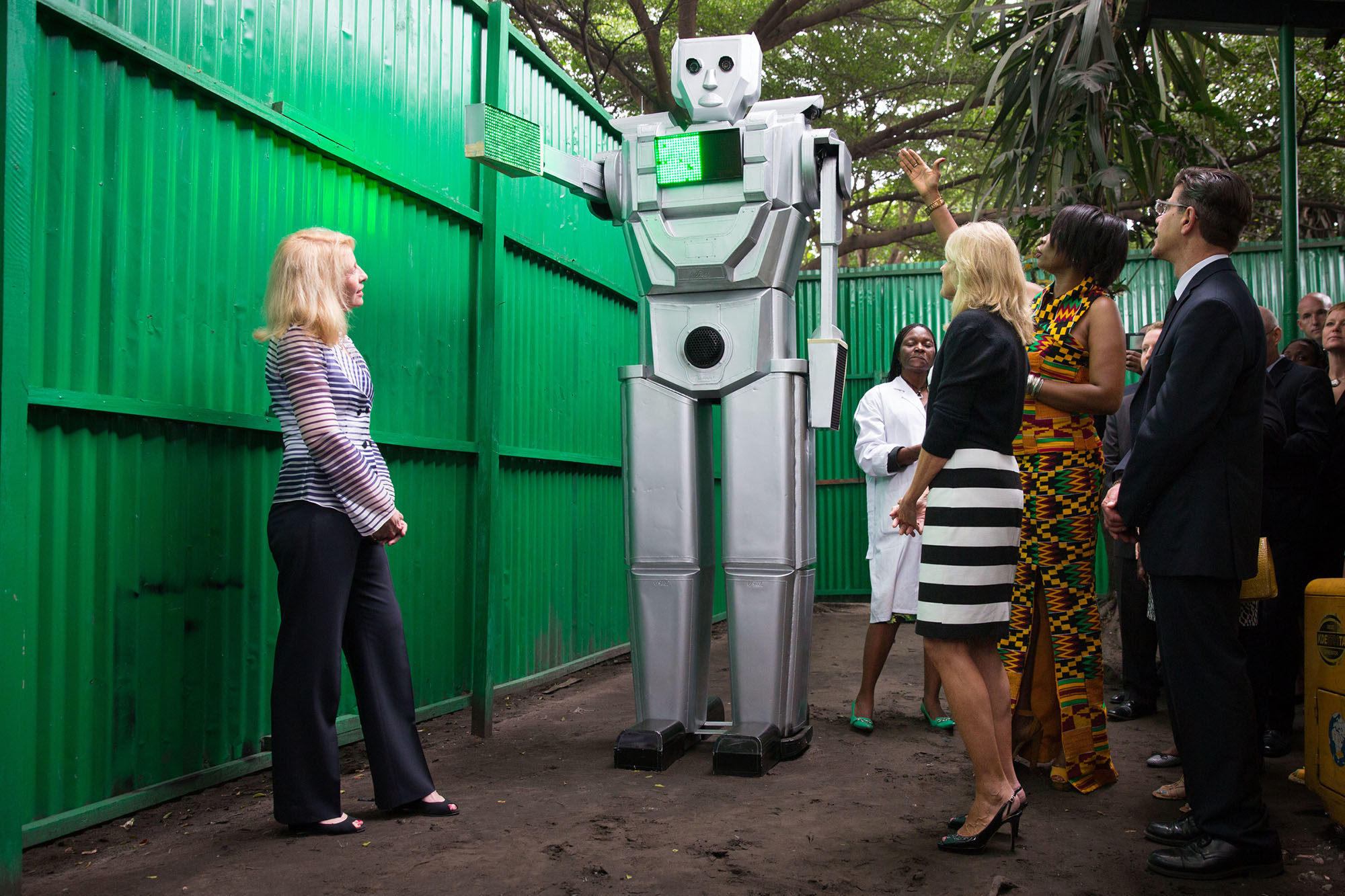
Le robot roulage présenté à Jill Biden et Cathy Russell par Thérèse Izay Kirongozi à Kinshasa en juillet 2014.

Le robot roulage ou robot roulage intelligent est un robot androïde régulant la circulation routière sur plusieurs rues de Kinshasa, développé par Thérèse Izay Kirongozi et l’association congolaise d’ingénieurs Women’s technology.
Il est équipé et alimenté par un panneau solaire.